# Liste der denkmalgeschützten Objekte in Grafenwörth
Die Liste der denkmalgeschützten Objekte in Grafenwörth enthält die 34 denkmalgeschützten, unbeweglichen Objekte der niederösterreichischen Marktgemeinde Grafenwörth.

## Denkmäler
| Foto |                 | Denkmal                                                                             | Standort                                                          | Beschreibung | Metadaten |
| ---- | --------------- | ----------------------------------------------------------------------------------- | ----------------------------------------------------------------- | --- | --- |
| ja   | Datei hochladen | Kath. Pfarrkirche hl. Ägidius HERIS-ID: 27284 Objekt-ID: 23801                      | Kirchengasse 1 Standort KG: Feuersbrunn                           | Die erhöht am Südwestrand von Feuersbrunn gelegene Pfarrkirche hl. Ägydius, eine nach Westen orientierte spätbarocke Saalkirche mit Westturm, wurde 1774 oder 1761 anstelle eines mittelalterlichen Vorgängerbaus errichtet. | BDA-Hist.: Q24481023 Status: § 2a Stand der BDA-Liste: 2025-06-30 Name: Kath. Pfarrkirche hl. Ägidius GstNr.: .53 Pfarrkirche Feuersbrunn |
| ja   | Datei hochladen | Grabstein/Grabplatte, Sophia Engelburg Barboldi HERIS-ID: 27280 Objekt-ID: 23797    | bei Kirchengasse 1 Standort KG: Feuersbrunn                       | Der Wappengrabstein für Sophia Engelburg Barboldi (oder Gariboldi); † 1694, wurden im Zuge eines Friedhofsumbaus an der Leichenhalle angebracht. Daneben befindet sich der Stein für Johann Baptista Barboldi; † 1696. | BDA-Hist.: Q37909731 Status: § 2a Stand der BDA-Liste: 2025-06-30 Name: Grabstein/Grabplatte, Sophia Engelburg Barboldi GstNr.: .52 |
| ja   | Datei hochladen | Grabstein/Grabplatte, Johann Baptista Barboldi HERIS-ID: 27279 Objekt-ID: 23796     | bei Kirchengasse 1 Standort KG: Feuersbrunn                       | Der Wappengrabstein für Johann Baptista Barboldi (oder Gariboldi); † 1696, wurden im Zuge eines Friedhofsumbaus an der Leichenhalle angebracht. Daneben befindet sich der Stein für Sophia Engelburg Barboldi; † 1694. | BDA-Hist.: Q37909715 Status: § 2a Stand der BDA-Liste: 2025-06-30 Name: Grabstein/Grabplatte, Johann Baptista Barboldi GstNr.: .52 |
| ja   | Datei hochladen | Johann-Nepomuk-Kapelle HERIS-ID: 27272 Objekt-ID: 23789 marterl.at: 5963            | südlich Kirchengasse 1 Standort KG: Feuersbrunn                   | Die Nepomukkapelle in Feuersbrunn ist eine im Jahre 1854 von Christian Böhm errichtete, breite Wegkapelle mit Putzfaschenbänderung, Dreiecksgiebel und Kranzgesims. Die Öffnung ist durch ein von Franz Zelenka geschmiedetes Gitter verschlossen. Im Inneren befinden sich eine hölzerne Nepomukstatue sowie zwei aus Holz gefertigte Kerzenleuchter in barocken Formen. | BDA-Hist.: Q37909630 Status: § 2a Stand der BDA-Liste: 2025-06-30 Name: Johann Nepomuk Kapelle GstNr.: 88 Nepomukkapelle Feuersbrunn |
| ja   | Datei hochladen | Pfarrhof HERIS-ID: 27271 Objekt-ID: 23788                                           | Kirchengasse 14 Standort KG: Feuersbrunn                          | Der zweigeschoßige Pfarrhof wurde im dritten Viertel des 17. Jahrhunderts gegenüber der Kirche errichtet. Er verfügt über ein Satteldach und Firstkugeln. Seitlich liegt ein barockes Gartenportal. Der Bau wurde 1841 restauriert. Innen liegt ein tonnengewölbtes Erdgeschoß. Im Obergeschoß sind Stuckspiegel zu sehen. | BDA-Hist.: Q37909610 Status: § 2a Stand der BDA-Liste: 2025-06-30 Name: Pfarrhof GstNr.: .61 |
| ja   | Datei hochladen | Bildstock HERIS-ID: 27278 Objekt-ID: 23795 marterl.at: 4977                         | vor Kirchengasse 17 Standort KG: Feuersbrunn                      | Der Pfeilerbildstock vor dem Haus Kirchengasse 17 hat abgefaste Ecken und einen Tabernakelaufsatz mit Blendnischen. Er ist am Kreuz mit 1636 bezeichnet. Die Jahreszahl sowie heimatkundliche Aufzeichnungen weisen darauf hin, dass das Denkmal als Pestkreuz aufgestellt wurde. Anmerkung: siehe Fehlerliste | BDA-Hist.: Q37909698 Status: § 2a Stand der BDA-Liste: 2025-06-30 Name: Bildstock GstNr.: 89 |
| ja   | Datei hochladen | Presshaus, Heimatmuseum, Pferdestall-Weinbaumuseum HERIS-ID: 27270 Objekt-ID: 23787 | Standort KG: Feuersbrunn                                          | Am Beginn der Kellergasse steht ein zweigeschoßiges Biedermeierpresshaus aus der Zeit um 1820/1830, mit abgesetztem Rundgiebel und stuckierten Fensterrahmungen. Das Innere ist flach gedeckt. Das Haus beherbergt ein Heimatmuseum. | BDA-Hist.: Q37909595 Status: Bescheid Stand der BDA-Liste: 2025-06-30 Name: Presshaus, Heimatmuseum, Pferdestall-Weinbaumuseum GstNr.: .234 |
| ja   | Datei hochladen | Bildstock HERIS-ID: 27288 Objekt-ID: 23805                                          | gegenüber Großer Wörth 10 Standort KG: Grafenwörth                | Aus der zweiten Hälfte des 17. Jahrhunderts stammt der als Pestsäule gedeutete abgefaste Sandstein-Quaderpfeiler mit Blendnischen im Tabernakel, Zeltdach und schmiedeeisernem Kreuz. | BDA-Hist.: Q37909840 Status: § 2a Stand der BDA-Liste: 2025-06-30 Name: Bildstock GstNr.: 535/4 |
| ja   | Datei hochladen | Reste der Wasserburg Grafenwörth HERIS-ID: 64446 Objekt-ID: 77165                   | Hofgarten Standort KG: Grafenwörth                                | Das Schloss Grafenwörth, auf einem Vischer-Stich von 1672 als mächtige vierflügelige Anlage mit bastionärer Befestigung abgebildet und im späten 18. Jahrhundert abgebrochen, war von einem breiten Wassergraben umgeben, über den die noch erhaltene mehrbogigen Brücke in Innere führte. Erhalten blieb außerdem eine Torwand mit Putzquaderung und es sind Teile der östlichen Kurtinenmauer und eines Wohngebäudes dokumentiert. In die Schlossanlage waren Elemente der mittelalterlichen Burg Grafenwörth integriert, die ältesten Teile werden auf die erste Hälfte des 13. Jahrhunderts datiert. | BDA-Hist.: Q38106978 Status: Bescheid Stand der BDA-Liste: 2025-06-30 Name: Reste der Wasserburg Grafenwörth GstNr.: 589/3, 583/6, 2361/2, 592 |
| ja   | Datei hochladen | Fundzone Scherkenfeld HERIS-ID: 112204 Objekt-ID: 130276                            | Im Winkel Standort KG: Grafenwörth                                | Archäologische Fundstätte Anmerkung: Siehe auch Fundzone Scherkenfeld in der KG Seebarn. | BDA-Hist.: Q37829503 Status: Bescheid Stand der BDA-Liste: 2025-06-30 Name: Fundzone Scherkenfeld GstNr.: 2617, 2618, 2629, 2630, 2631/1, 2632, 2634, 2635, 2636, 2637, 2638, 2639, 2640, 2641 |
| ja   | Datei hochladen | Bildsäule hl. Johannes Nepomuk HERIS-ID: 27268 Objekt-ID: 23785                     | Jettsdorfer Straße 1 Standort KG: Grafenwörth                     | Die Statue des hl. Johannes Nepomuk stammt aus der ersten Hälfte des 18. Jahrhunderts. | BDA-Hist.: Q37909575 Status: Bescheid Stand der BDA-Liste: 2025-06-30 Name: Bildsäule hl. Johannes Nepomuk GstNr.: 597/1 Bildstock Johannes Nepomuk Grafenwörth |
| ja   | Datei hochladen | Gräberfeld der Hallstattkultur in Grafenwörth HERIS-ID: 112205 Objekt-ID: 130277    | Judendreuthof Standort KG: Grafenwörth                            | Archäologische Fundstätte der Hallstattkultur | BDA-Hist.: Q37829513 Status: Bescheid Stand der BDA-Liste: 2025-06-30 Name: Gräberfeld der Hallstattkultur in Grafenwörth GstNr.: 615/8, 635, 980/1, 980/3, 980/4, 980/5, 980/6, 980/7, 980/8, 980/9, 981/1, 981/29, 981/3, 981/30, 981/31, 981/32, 981/33, 981/38, 981/40, 981/42, 981/43, 981/44, 981/45, 981/5, 2355, 981/46, 981/47 |
| ja   | Datei hochladen | Bildstock, Weißes Kreuzl HERIS-ID: 27289 Objekt-ID: 23806 marterl.at: 4944          | bei Kremser Straße 29 Standort KG: Grafenwörth                    | Das sogenannte „Weiße Kreuzl“ im Nordwesten von Grafenwörth ist ein spätgotischer Tabernakelbildstock mit Maßwerköffnung. Er verfügt über ein Steinkreuz mit drei Zunftwappen. Das Denkmal ist am Sockel mit 1690 bezeichnet. | BDA-Hist.: Q37909856 Status: § 2a Stand der BDA-Liste: 2025-06-30 Name: Bildstock, Weißes Kreuzl GstNr.: 2355 |
| ja   | Datei hochladen | Gartenportal, Schlüsselhoftor HERIS-ID: 27298 Objekt-ID: 23815                      | Markt 1 Standort KG: Grafenwörth                                  | Das mit 1704 bezeichnete, sogenannte Schlüsselhoftor ist ein ehemaliges Klosterportal. Es ist durch Lisenen gegliedert und verfügt über einen Volutenaufsatz über profiliertem Gesims sowie über eine korbbogige Öffnung. In einer Nische steht eine von Engeln flankierte Dreifaltigkeitsgruppe. | BDA-Hist.: Q37909957 Status: Bescheid Stand der BDA-Liste: 2025-06-30 Name: Gartenportal, Schlüsselhoftor GstNr.: 615/9 Schlüsselhoftor Grafenwörth |
| ja   | Datei hochladen | Pranger HERIS-ID: 27290 Objekt-ID: 23807                                            | Marktplatz 1 Standort KG: Grafenwörth                             | Der Pranger in Grafenwörth stammt aus dem 17. Jahrhundert. | BDA-Hist.: Q37909872 Status: § 2a Stand der BDA-Liste: 2025-06-30 Name: Pranger GstNr.: 648/1 |
| ja   | Datei hochladen | Mariensäule HERIS-ID: 27299 Objekt-ID: 23816                                        | bei Mühlplatz 2 Standort KG: Grafenwörth                          | In der Ortsmitte von Grafenwörth steht eine mit 1764 bezeichnete Maria-Immaculata-Statue. | BDA-Hist.: Q37909976 Status: § 2a Stand der BDA-Liste: 2025-06-30 Name: Mariensäule GstNr.: 2364 |
| ja   | Datei hochladen | Heimatmuseum, Schüttkasten (herrschaftlich) HERIS-ID: 27293 Objekt-ID: 23810        | bei Pfarrplatz 1 Standort KG: Grafenwörth                         | Das Heimatmuseum von Grafenwörth befindet sich im ehemaligen Schüttkasten des Pfarrhofs, der im späten 18. Jahrhundert erbaut wurde. Der eingeschoßige Bau verfügt über verglaste Arkaden im Erdgeschoß und faschengerahmte Rechteckfenster. Die Räume im Inneren sind platzlgewölbt. | BDA-Hist.: Q37909904 Status: § 2a Stand der BDA-Liste: 2025-06-30 Name: Heimatmuseum, Schüttkasten (herrschaftlich) GstNr.: 664/3 |
| ja   | Datei hochladen | Kath. Pfarrkirche hl. Andreas HERIS-ID: 27294 Objekt-ID: 23811                      | Pfarrplatz 1 Standort KG: Grafenwörth                             | 1791 wurde die Saalkirche im josephinischen Stil errichtet. | BDA-Hist.: Q24473343 Status: § 2a Stand der BDA-Liste: 2025-06-30 Name: Kath. Pfarrkirche hl. Andreas GstNr.: 664/3 Pfarrkirche hl. Andreas Grafenwörth |
| ja   | Datei hochladen | Pfarrhof HERIS-ID: 27295 Objekt-ID: 23812                                           | Pfarrplatz 1 Standort KG: Grafenwörth                             | Der gegenüber der Kirche gelegene Pfarrhof ist mit dieser durch eine Tormauer mit einem spätbarock geschweiften Hoftor verbunden. Der josephinische Bau aus der Zeit um 1790 ist zweigeschoßig und hat eine an die Kirche angeglichene Fassadengliederung. | BDA-Hist.: Q37909929 Status: Bescheid Stand der BDA-Liste: 2025-06-30 Name: Pfarrhof GstNr.: 664/3 |
| ja   | Datei hochladen | Grabstein/Grabplatte HERIS-ID: 27287 Objekt-ID: 23804                               | Pfarrplatz 1 (Aufbahrungshalle) Standort KG: Grafenwörth          | An der Aufbahrungshalle sind fragmentierte Teile der Grabplatte eines bärtigen Mannes mit Ritterrüstung und Wappen angebracht, datiert auf das 16./17. Jahrhundert. | BDA-Hist.: Q37909820 Status: § 2a Stand der BDA-Liste: 2025-06-30 Name: Grabstein/Grabplatte GstNr.: 664/3 |
| ja   | Datei hochladen | Schule HERIS-ID: 27204 Objekt-ID: 23720                                             | Seebarner Straße 1 Standort KG: Grafenwörth                       | Die Schule in Grafenwörth ist ein zweigeschoßiger secessionistischer Bau, der mit 1907 bezeichnet ist. | BDA-Hist.: Q37909030 Status: § 2a Stand der BDA-Liste: 2025-06-30 Name: Schule GstNr.: 668/2 |
| ja   | Datei hochladen | Friedhofskreuz HERIS-ID: 27285 Objekt-ID: 23802                                     | Unter der Dreifaltigkeit 31, in der Nähe Standort KG: Grafenwörth | Am Friedhof befindet sich ein barockes Kreuz aus Schmiedeeisen, das mit 1728 bezeichnet ist. | BDA-Hist.: Q37909789 Status: § 2a Stand der BDA-Liste: 2025-06-30 Name: Friedhofskreuz GstNr.: 2694 |
| ja   | Datei hochladen | Dreifaltigkeitssäule HERIS-ID: 27286 Objekt-ID: 23803                               | Standort KG: Grafenwörth                                          | Im Süden von Grafenwörth steht an der Hauptstraße eine Dreifaltigkeitsgruppe. Über einem Stufenpostament ruht eine Säule mit Kompositkapitell, darüber ein barocker Gnadenstuhl. Das Denkmal ist inschriftlich mit 1720 bezeichnet. | BDA-Hist.: Q37909803 Status: § 2a Stand der BDA-Liste: 2025-06-30 Name: Dreifaltigkeitssäule GstNr.: 423/3 |
| ja   | Datei hochladen | Ortskapelle hl. Jakob HERIS-ID: 27297 Objekt-ID: 23814                              | bei Obere Ortsstraße 11 Standort KG: Jettsdorf                    | Die innen mit 1840 bezeichnete Ortskapelle hl. Jakob ist ein schlichter Bau mit Rundapsis und einem pyramidenhelmbekrönten Dachreiter. Sie hat Rundbogenfenster und innen eine Flachdecke mit einem nachbarocken Deckenmedaillon. An der Apsiswand ist eine nachbarocke Illusionsmalerei zu sehen. | BDA-Hist.: Q37909945 Status: § 2a Stand der BDA-Liste: 2025-06-30 Name: Ortskapelle hl. Jakob GstNr.: 504/8 |
| ja   | Datei hochladen | Fundzone Scherkenfeld HERIS-ID: 112242 Objekt-ID: 130315                            | Felser Weg Standort KG: Seebarn am Wagram                         | Die archäologische Fundstätte erstreckt sich über die Katastralgemeinden Seebarn am Wagram und Grafenwörth (siehe dort). | BDA-Hist.: Q37829903 Status: Bescheid Stand der BDA-Liste: 2025-06-30 Name: Fundzone Scherkenfeld GstNr.: 487, 488, 489, 519, 520, 522/1, 522/2, 532/1, 532/2, 533, 534, 536, 537, 538, 539, 541, 543, 558/1, 558/2, 564, 565, 566, 567, 568, 569, 570, 571, 572, 573, 574, 575, 576, 577, 578, 579                                     |
| ja   | Datei hochladen | Ortskapelle hl. Josef HERIS-ID: 27211 Objekt-ID: 23727                              | neben Hauptstraße 23 Standort KG: Seebarn am Wagram               | Die Ortskapelle hl. Josef im Osten von Seebarn ist ein späthistoristischer Bau mit Rundapsis und vorgezogenem Westturm, bezeichnet mit 1896. Sie verfügt über neugotische Spitzbogenfenster und Portale. Das Innere ist flach gedeckt. Das neugotische Altärchen ist mit einer Figur des hl. Josef und Figuren des Herzens Jesu und des Herzens Marias ausgestattet. Zur weiteren Einrichtung zählen Kreuzwegbilder aus der Bauzeit. | BDA-Hist.: Q37909092 Status: § 2a Stand der BDA-Liste: 2025-06-30 Name: Ortskapelle hl. Josef GstNr.: 92 |
| ja   | Datei hochladen | Burg-/Schlosskapelle hl. Rosalia HERIS-ID: 27265 Objekt-ID: 23782                   | neben Sandelstraße 2 Standort KG: Seebarn am Wagram               | Die Kapelle vor dem Schloss ist ein barocker Bau mit eingezogenem Rundschluss und einer niedrigen, rechteckigen Vorhalle. Diese ist kreuzgratgewölbt, während das Langhaus über ein Platzlgewölbe verfügt. Zur Ausstattung zählt ein spätbarockes Kruzifix aus der zweiten Hälfte des 18. Jahrhunderts, flankiert von barocken Figuren der hll. Sebastian und Johannes Nepomuk. | BDA-Hist.: Q37909536 Status: § 2a Stand der BDA-Liste: 2025-06-30 Name: Burg-/Schlosskapelle hl. Rosalia GstNr.: 337 |
| ja   | Datei hochladen | Schloss Seebarn am Wagram HERIS-ID: 27212 Objekt-ID: 23728                          | Schloßgasse 1 Standort KG: Seebarn am Wagram                      | Das im Ort gelegene Schloss ist ein Renaissancebau aus der Mitte des 16. Jahrhunderts mit mittelalterlichem Kern und Wehrturm. Der annähernd quadratische, zwei- bis dreigeschoßige Komplex ist um einem Hof angelegt. Der Osttrakt ist zweigeschoßig und stammt aus dem zweiten Viertel des 16. Jahrhunderts. Er hat einen runden Eckerker und an diesen im Westen anschließend einen dreigeschoßigen Trakt mit Satteldach, fünfachsiger Nordfront, Rundbogenportal mit Rustikarahmung und Steingewändefenstern aus der ersten Hälfte des 17. Jahrhunderts. Im Westen und Süden liegen die Wirtschaftstrakte. Die Einfahrt zum Schloss ist durch eine Stichkappentonne gewölbt und der Hof ist unregelmäßig umbaut. An der Südostecke erhebt sich über quadratischem Grundriss ein Turm mit mittelalterlichem Baukern und Rundbogenzinnen. An der Ostseite des Hofes sind Reste eines ehemals dreigeschoßigen Arkadengangs aus der ersten Hälfte des 17. Jahrhunderts erhalten, die eine Netzgratunterwölbung aufweisen. | BDA-Hist.: Q28024217 Status: Bescheid Stand der BDA-Liste: 2025-06-30 Name: Schloss Seebarn am Wagram GstNr.: 378 Schloss Seebarn am Wagram |
| ja   | Datei hochladen | Bildstock HERIS-ID: 27206 Objekt-ID: 23722 marterl.at: 4923                         | Standort KG: Seebarn am Wagram                                    | Das im 17. Jahrhundert geschaffene Denkmal mit der ortsüblichen Bezeichnung Stummer-Häusl ist ein gemauerter Pfeiler auf Betonsockel, der einen Tabernakelaufsatz mit verglaster Bildnische trägt. Die Abbildung darin zeigt die Madonna nach Fatima. An der Rückseite ist eine Kupferplatte mit Abbildung des hl. Christopherus zu sehen; an der linken Seite eine Kupferplatte mit Bildnis des hl. Severin und rechts ein Kupferplatte mit Kupferkreuz und ein Christophorus-Bildnis aus Holz. | BDA-Hist.: Q37909046 Status: § 2a Stand der BDA-Liste: 2025-06-30 Name: Bildstock GstNr.: 1397 |
| ja   | Datei hochladen | Bildstock, Pestkreuz HERIS-ID: 27207 Objekt-ID: 23723                               | Standort KG: Seebarn am Wagram                                    | Das Pestkreuz westlich von Seebarn ist ein gedrungener achtseitiger Pfeiler mit quadratischem Tabernakelaufsatz und einem stilisierten Zwiebelhelm mit Schmiedeeisenkreuz aus dem 17./18. Jahrhundert. | BDA-Hist.: Q37909060 Status: § 2a Stand der BDA-Liste: 2025-06-30 Name: Bildstock, Pestkreuz GstNr.: 442 |
| ja   | Datei hochladen | Bildstock HERIS-ID: 27209 Objekt-ID: 23725 marterl.at: 4930                         | Standort KG: Seebarn am Wagram                                    | Das sogenannte Weiße Kreuz ist ein im 17. Jahrhundert oder früher errichteter Bildstock mit gefastem Schaft und einem nach zwei Seiten geöffneten Tabernakel. Dieses wird von einem Pyramidendach bekrönt, das in ein Steinkreuz ausläuft. | BDA-Hist.: Q37909075 Status: § 2a Stand der BDA-Liste: 2025-06-30 Name: Bildstock GstNr.: 1398 |
| ja   | Datei hochladen | Ortskapelle HERIS-ID: 27203 Objekt-ID: 23719 marterl.at: 5029                       | Linke Zeile 5 Standort KG: St. Johann                             | Die Ortskapelle von St. Johann ist ein in der ersten Hälfte des 19. Jahrhunderts errichteter Bau mit breiter Rundbogenöffnung, Gittertor und seitlichen Doppelisenen. Er ist durch ein Satteldach gedeckt. Über dem First erhebt sich ein Lothringer Kreuz. Nordwestlich befindet sich der angefügte Glockenturm mit vier Fenstern, der von einem Pyramidendach mit einem auf einer Kugel angebrachten Lothringer Kreuz bekrönt wird. Zur Einrichtung zählen barocke Heiligenfiguren, Figuren aus dem 19. und 20. Jahrhundert sowie ein Kruzifix. Um die Kapelle sind Sockel mit Spolien der ehemaligen Pfarrkirche zu sehen, die 1571–1574 durch Hochwasser so schwer beschädigt wurde, dass von einem Wiederaufbau Abstand genommen wurde. | BDA-Hist.: Q37909013 Status: § 2a Stand der BDA-Liste: 2025-06-30 Name: Ortskapelle GstNr.: 235/2 |
| ja   | Datei hochladen | Bildstock HERIS-ID: 27273 Objekt-ID: 23790 marterl.at: 5962                         | Standort KG: Wagram am Wagram                                     | Die im 17. Jahrhundert errichtete Pestsäule am ehemaligen Ortsrand von Wagram hat einen verputzten, stark gefasten Pfeiler mit hohem Kragen und ein Tabernakel mit tiefen Öffnungen zwischen wuchtigen Kragen- und Deckplatten. Es wird von einem flachen Pyramidendach mit Eisenkreuz bekrönt. | BDA-Hist.: Q37909665 Status: § 2a Stand der BDA-Liste: 2025-06-30 Name: Bildstock GstNr.: 990 |
| ja   | Datei hochladen | Dreifaltigkeitssäule mit Gnadenstuhl HERIS-ID: 27274 Objekt-ID: 23791               | bei Bahnstraße 1 Standort KG: Wagram am Wagram                    | Im Ort ruht auf einer hohen Säule mit Kompositkapitell eine barocke Gnadenstuhl-Gruppe. Das Denkmal ist am Sockel mit 1703 bezeichnet. | BDA-Hist.: Q37909682 Status: Bescheid Stand der BDA-Liste: 2025-06-30 Name: Dreifaltigkeitssäule mit Gnadenstuhl GstNr.: 979/4 |